# Michel Chapuis
Michel Chapuis (Dole (Jura), 15 januari 1930 - 12 november 2017) was een Frans organist en muziekpedagoog.

## Levensloop
Chapuis was acht toen hij het orgel ontdekte bij het horen van het spel op het grote orgel Riepp in de Collegiale kerk van Dole. In 1945 begon hij aan de orgelstudie onder leiding van Jeanne Marguillard, organiste van de kathedraal van Besançon. Van 1947 tot 1950 was hij student aan de École César-Franck in Parijs, bij René Malherbe (compositie) en Édouard Souberbielle (orgel).
Van 1949 tot 1951 was hij organist van de Église Saint-Germain-des-Prés. Ondertussen studeerde hij verder bij Marcel Dupré en ontving de Eerste prijs voor interpretatie en improvisatie. In 1951 werd hij organist-titularis van het orgel in de kerk van Saint-Germain-l’Auxerrois en in 1952-53 volgde hij een stage orgelbouw bij Müller in Saint-Germain-en-Laye. 
Van 1954 tot 1970 was hij titularis van het Cliquotorgel in de Église Saint-Nicolas-des-Champs en van 1954 tot 1963 van de Notre-Dame van Parijs. Van 1956 tot 1979 was hij docent aan het Conservatorium van Straatsburg. Van 1964 tot 2004 was hij co-titularis van het orgel in de Église Saint-Séverin in Parijs. Van 1979 tot 1986 was hij docent aan het Conservatorium van Besançon en van 1986 tot 1996 aan het Conservatoire national supérieur de Paris. Van 1995 tot 2010 was hij titularis van het orgel in het kasteel van Versailles.

## De musicoloog: invloed op orgelbouw en uitvoeringspraktijk
Chapuis heeft een belangrijke invloed uitgeoefend op de uitvoeringspraktijk van de Franse klassieke orgelmuziek. Zijn invloed is niet minder groot geweest op de orgelbouw en in de eerste plaats op de restauratie zowel van 'klassieke' als van 'romantische' orgels.
De jaren zestig waren die van de discussie en van de herziening van de uitvoeringspraktijk van de oude muziek. Was dit in andere landen het werk van klavecimbelspelers zoals Gustav Leonhardt, van dirigenten onder wie Nikolaus Harnoncourt en meer algemeen van bespelers van strijkinstrumenten, in Frankrijk speelde de orgelwereld hierin een grote rol.
Samen met zijn vrienden en geestverwanten Francis Chapelet, André Isoir, Jean-Albert Villard, Xavier Darasse en anderen werkte hij in de geest van hun leermeester Édouard Souberbielle. Vanaf de jaren vijftig stelden ze de traditionele orgelbouw ter discussie, vooral wat betreft de restauratie van orgels, op basis van nauwgezet historisch en technisch onderzoek. Chapuis en zijn collega's, enkele orgelbouwers (bijvoorbeeld Philippe Hartmann en Robert Boisseau) en enkele musicologen onder wie Jean Fellot en Pierre Hardouin, stonden aan de basis van de nieuwe opvattingen over de Franse barokmuziek. Om schade aan oude orgels te verhinderen werd in 1967 een vereniging opgericht, de 'Association Française pour la Sauvegarde des Orgues Anciens'. Chapuis speelde hierin een belangrijke rol, want hij kende de techniek van de orgelbouw, omdat hij zelf twee jaar in een atelier had gewerkt.
Naast zijn opzoekingen over de orgelbouw verdiepte Chapuis zich ook in de uitvoeringspraktijk, en was hij een grondige lezer van L'interprétation de la musique française : de Lully à la révolution, het in 1934 gepubliceerde magnum opus van Eugène Borrel, dat in vakkringen volledig genegeerd was. Samen met zijn collega's zorgde Chapuis voor een terugkeer naar de authentieke uitvoeringspraktijk van de orgelmuziek. Chapuis heeft een zeer belangrijke rol gespeeld in de herinterpretatie van de oude muziek in Frankrijk. Zijn grondige kennis van de muziek maar eveneens van het instrument, evenals zijn onderzoekswerk en het herontdekken van een vergeten repertorium hebben er aanzienlijk toe bijgedragen dat de belangstelling voor de oude muziek en voor de authentieke uitvoering zo snel is verspreid.

## De organist
Chapuis heeft een groot aantal opnamen op zijn naam staan. Uiteraard veel Franse muziek, maar daarnaast veel Duitse muziek, Bach in de eerste plaats. Hij was ook een talentvol improvisator.
Op DVD zijn bewaard: 
- Volume 1 - M. Chapuis à l’orgue de la Chapelle Royale de Versailles et à l’orgue Clicquot de Souvigny-Alliers. (2004)
- Volume 2 - Récital d’improvisations dans le style romantique sur les orgues Cavaillé-Coll de Poligny et de Saint-Ouen de Rouen. (2006)
- Volume 3 - Improvisations dans le style germanique - Orgue Aubertin de Saint-Louis-en-l’Île, Paris. (2007)

## De pedagoog
Als muziekpedagoog met een aanzienlijke culturele bagage is Chapuis een gezochte leermeester geweest. Leerlingen van zowat overal kwamen zijn lessen volgen en tijdens de zomermaanden doceerde hij in Académies d’orgue, zowat overal in Europa en in Japan. Tot zijn leerlingen behoren: Henri-Franck Beaupérin, Yves Castagnet, Thierry Escaich, François-Henri Houbart, Éric Lebrun, Erwan Le Prado, Gabriel Marghieri, Pierre Méa, Vincent Warnier, Marina Tchebourkina.
In 1970 was Chapuis jurylid voor de internationale orgelwedstrijd, in het kader van het Festival Oude Muziek in Brugge.